# NH Hotels
NH Hoteles SA (Navarra Hoteles), BMAD NHH) és una de les més grans cadenes hoteleres espanyoles i la tercera d'Europa a la categoria d'hotels urbans de negoci, després de la compra de la cadena holandesa Krasnapolsky, el juliol de 2000, la cadena mexicana Krystal el juny de 2001, l'alemana Astron el 25 de febrer de 2002, i la italiana Jolly Hotels el 2007.
Creada en la dècada dels vuitanta per Antonio Catalán, NH posseeix actualment 357 hotels amb més de 50.000 habitacions a 22 països d'Europa, Llatinoamèrica i Àfrica. Compta amb una plantilla de 22.000 empleats. NH Hoteles cotitza a la Borsa de Madrid.